# Sørle
Sørle (Norrøn: Sǫrli) († 1. Mai 1254 in Nidaros) war von 1252–1254 norwegischer Erzbischof.
Nach dem Tod des Erzbischofs Sigurd Eindridesson Tafse wählte das Domkapitel den Kanoniker Sørle im Frühjahr 1252 zum Erzbischof. Aus der Håkon Håkonssons saga geht hervor, dass er vorher Kanoniker in Hamar gewesen sei. Aber ein Papstschreiben von 1253 bezeichnet ihn aber als ehemaligen ihn Erzpriester in Oslo. Das schließt allerdings nicht aus, dass er vorher im Domkapitel zu Hamar gewesen ist.
Noch bevor Sørle vom Papst geweiht worden war, stellte er ein Dokument aus, dass er eine ‚mensa communis‘ aus dem Bischofszehnten der Kreuzkirche, der Olavskirche und der Klemenskirche in Nidaros und der Steinkirche in Bynes stifte. Man vermutet, dass dies eine Bedingung des Domkapitels für seine Wahl war.
Im Sommer 1252 reiste Sørle nach Rom, um die Weihe zum Erzbischof zu empfangen, die er im Herbst auch erhielt. 1253 reiste er nochmals nach Rom und erhielt wie seine Vorgänger die Vollmacht, 100 Männer, die Priester werden wollten, eine Dispens von ihrer unehelichen Geburt zu erteilen. Außerdem wurde er bevollmächtigt, Kleriker vom Kirchenbann zu befreien, der über sie wegen Gewalttaten gegen Geistliche oder Ordensleute oder wegen Brandstiftung verhängt worden war. Das kann sich auf die Bürgerkriegswirren beziehen, bei denen unter anderem das Kloster Elgeseter niedergebrannt worden war. ernannte er sofort noch in Anwesenheit des Papstes den Dominikaner Peter zum Bischof von Hamar und den Kanoniker Richard von St. Andrews in Schottland, vorher Kapellan beim Kardinalpriester John de Tollet von San Lorenzo in Lucina, ein Zisterzienser, zum Bischof auf den Hebriden. Dort war seit dem Tod von Bischof Simon 1243 der Bischofsstuhl unbesetzt geblieben. Mit dieser Weihe in Anwesenheit des Papstes stellte dieser klar, dass die Hebriden zum Erzbistum Nidaros gehörten und wies den Einfluss des Erzbistums York auf die Hebriden zurück. Nach seiner Rückkehr nach Nidaros 1253 ordnete er noch den Unterhalt des Domkapitels, starb aber bald darauf.